# Championnats d'Europe de saut d'obstacles 1997
Navigation
Édition précédente Édition suivante
Les championnats d'Europe de saut d'obstacles 1997, vingt-quatrième édition des championnats d'Europe de saut d'obstacles, ont eu lieu en 1997 à Mannheim, en Allemagne. L'épreuve individuelle est remportée par l'Allemand Ludger Beerbaum et la compétition par équipe par l'Allemagne.